# Przylądek Wilczka

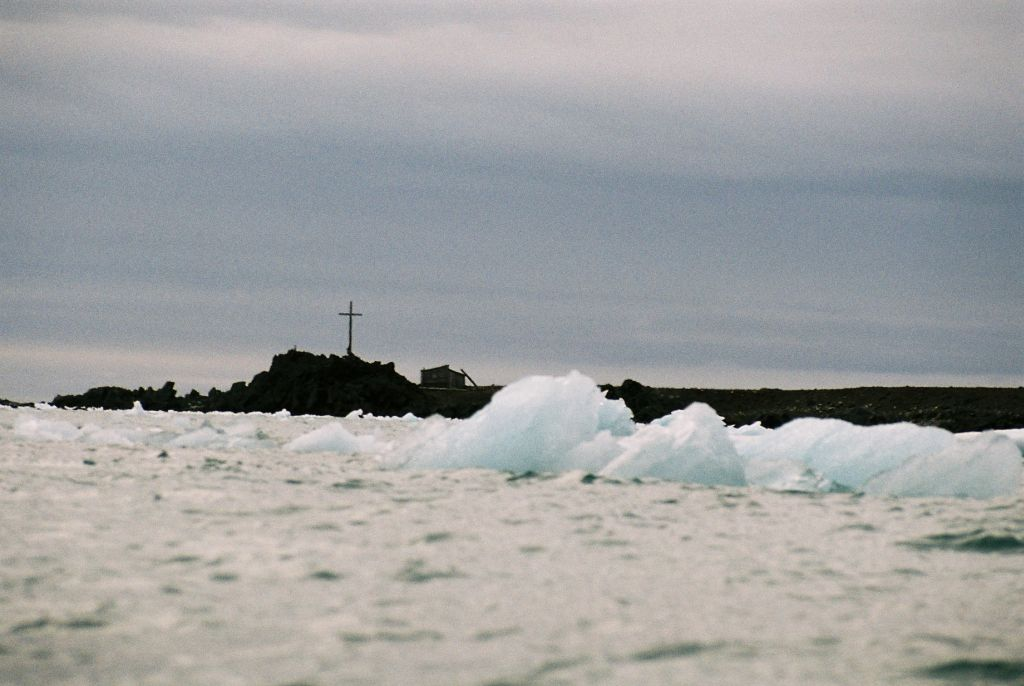
Przylądek Wilczka widziany z Zatoki Białego Niedźwiedzia

Przylądek Wilczka (norw. Wilczekodden) – skalisty przylądek na Spitsbergenie, na zachodnim krańcu Zatoki Białego Niedźwiedzia u północnych wybrzeży fiordu Hornsund w bezpośrednim sąsiedztwie Polskiej Stacji Polarnej Hornsund. Nazwany na cześć austriackiego polarnika Johanna Wilczka. W latach 1957–1958 było to miejsce obozowania polskiej wyprawy naukowej.